# Khawkinea leucops
Khawkinea leucops, ((S.R.Hall) T.L.Jahn, 1931), per alcuni autori Astasia leucops, per altri autori Euglena leucops, secondo una classificazione filogenetica è una specie del supergruppo Excavata appartenente alla famiglia Astasiaceae.

.
Allo stato attuale, questa specie non è stata ancora registrata.

## Caratteristiche
Khawkinea leucops vive  solo in acqua dolce, ed è stata scoperta da S.R. Hall, come parassita dei vermi platelminti del genere Stenostomum.
Allo stato libero vive in acqua dolce ed è fotoautotrofo.
Al tempo della scoperta (1931) era erroneamente classificata nell'ormai obsoleto genere Euglena.

## Classificazioni alternative
Una classificazione ormai obsoleta inserisce questa specie nel genere Astasia, nella famiglia Astasiidae, nel sottordine di Rhabdomonadina, ordine Natomonadida, sottoclasse Anisonemia, classe Peranemea, superclasse Spirocuta, infraphylum Dipilida, subphylum Euglenoida, phylum Euglenophyta, infraregno Euglenozoa, sottoregno Eozoa, Regno Protozoa, Dominio Eukaryota, finché non si è scoperto che tali gruppi sono parafiletici.
Una classificazione alternativa, anche questa parafiletica, inserisce questa specie nel genere Euglena, nella sottofamiglia Euglenoideae, nella famiglia Euglenaceae, ordine Euglenales, sottoclasse Euglenophycidae, classe Euglenophyceae, infraphylum Dipilida, subphylum Euglenoida, phylum Euglenophyta, infraregno Euglenozoa, sottoregno Eozoa, Regno Protozoa, Dominio Eukaryota